# Белый, Владимир Яковлевич
Владимир Яковлевич Белый (укр. Володимир Якович Бiлий; род. 1944) — советский и украинский учёный, доктор медицинских наук (1988), профессор (1991), генерал-лейтенант медицинской службы (1997), Заслуженный врач Украины.
Известный хирург, специалист в области абдоминальной, эндоскопической и малоинвазивной хирургии. Автор около 200 научных трудов, в том числе 3 монографий.

## Биография
Родился 27 ноября 1944 года в посёлке Катык Сталинской области Украинской ССР, ныне город Шахтёрск Донецкой области Украины.
В 1967 году окончил Ленинградскую Военно-медицинскую академию (ВМА, ныне Военно-медицинская академия имени С. М. Кирова). По распределению был направлен на Байконур в Ракетные войска стратегического назначения, где прошёл трудовой путь от начальника медпункта полка до начальника медицинской службы соединения. С 1972 по 1988 год работал в Военно-медицинской академии: ординатор хирургической клиники, преподаватель и старший преподаватель кафедры хирургии. С 1988 года был главным хирургом Киевского военного округа. В 1974 году защитил кандидатскую диссертацию на тему «Патогенез и лечение ожогового шока при обширных глубоких ожогах». В 1987 году защитил докторскую диссертацию на тему «Патофизиологические аспекты и пути патогенетической терапии острого разлитого перитонита : (Клинико-экспериментальные исследования).». Своим главным учителем считает хирурга, профессора Михаила Ивановича Лыткина.
После распада СССР, с 1991 года — главный хирург Вооружённых сил Украины. С 1994 года — начальник Главного-военно-медицинского управления − начальник медицинской службы ВСУ. Одновременно с 1996 года Владимир Белый работал профессором кафедры хирургии и ожоговых болезней Киевской медицинской академии последипломного образования и профессором кафедры хирургии (с 2002 года) Украинской военно-медицинской академии (УВМА). Под его руководством защищено 2 докторские и 10 кандидатских диссертаций.
С 2003 года находится в запасе. С этого же года являлся заместителем министра Министерства охраны здоровья Украины. С октября 2004 по февраль 2005 года Владимир Яковлевич Белый являлся первым заместителем Министра обороны Украины по гуманитарной политике и по связям с Верховной Радой Украины. С 2005 года — профессор кафедры военной хирургии УВМА.
Также был главным редактором украинского журнала малоинвазивной и эндоскопической хирургии с 1996 года, членом редколлегии журнала «Военная медицина Украины» и членом коллегии Минздрава Украины.
«Отличник здравоохранения СССР» (1983), награждён украинским орденом «За заслуги» 3-й степени (1998) и многими медалями СССР. Является почётным доктором российского Национального медико-хирургического центра им. Н. И. Пирогова.